# Piotr Pawlicki (ur. 1963)
Piotr Pawlicki (ur. 31 lipca 1963 w Zaborowie) – polski żużlowiec.
Ojciec Przemysława i Piotra Pawlickich – również żużlowców.
Licencję żużlową zdobył w 1981 roku. Przez całą swoją karierę (1982–1992) reprezentował Unię Leszno, w której barwach zdobył sześć medali Drużynowych Mistrzostw Polski (3 złote – 1987, 1988, 1989; 2 srebrne – 1982, 1983 i brązowy – 1986) oraz dwa medale Mistrzostw Polski Par Klubowych (złoty – Leszno 1989 i srebrny – Rybnik 1985).
W 1983 r. zdobył w Gnieźnie tytuł Młodzieżowego Indywidualnego Mistrza Polski. Dwukrotnie awansował do finałów Indywidualnych Mistrzostw Polski (Leszno 1989 – X m., Lublin 1990 – IX m.). Do innych jego sukcesów należały II m. (za Piotrem Świstem) w Memoriale Alfreda Smoczyka (Leszno 1991) oraz III m. (za Sławomirem Drabikiem i Andrzejem Huszczą) w końcowej klasyfikacji turnieju o "Złoty Kask" (1991).
Sportową karierę zakończył przedwcześnie na skutek wypadku, któremu uległ w 1992 r. podczas finału Mistrzostw Polski Par Klubowych, rozegranego w Gorzowie Wielkopolskim. W jego wyniku stracił dwa kręgi lędźwiowe z przerwaniem rdzenia kręgowego i zerwaniem nerwów. Do częściowej sprawności fizycznej powrócił po długotrwałej rehabilitacji.